# Акбуйра (Андижанська область)
40°41′ пн. ш. 72°11′ сх. д. / 40.683° пн. ш. 72.183° сх. д.
Акбуйра (узб. Оқбўйра, Oqboʻyra) — міське селище в Узбекистані, в Асакинському районі Андижанської області.
Розташоване у Ферганській долині, за 3 км на північ від залізничної станції Ассаке (м. Асака).
Населення 4,1 тис. мешканців (1990). Статус міського селища з 2009 року.